# Paul Cavanagh
Paul Cavanagh (8 decembrie 1888 – 15 martie 1964) a fost un actor englez de film. A apărut în peste 100 de filme artistice în perioada 1928 - 1959. S-a născut în Chislehurst, Kent și a decedat la Londra din cauza unui infarct miocardic.  

## Biografie
Cavanagh a studiat Dreptul la Cambridge. A mers în Canada unde s-a alăturat forțelor de poliție călare. După ce a luptat în Primul Război Mondial, s-a întors în Canada, apoi s-a reîntors în Anglia pentru a lucra în justiție.
A decedat în 1964, la 75 de ani.

## Carieră
Paul Cavanagh a debutat în teatru și în cinema în patria sa, jucând în trei filmele mute britanice în 1928 și 1929. Se mută în SUA unde joacă un rol pe Broadway (New York). În anul următor (în 1930), apare în primele sale filme americane. În total, a jucat în peste 100, ultimul în 1959.
Paul Cavanagh apare în douăzeci de seriale TV între 1950 și 1960.

## Filmografie parțială
- Two Little Drummer Boys (1928)
- Tesha (1928)
- The Runaway Princess (1929)
- Strictly Unconventional (1930)
- Grumpy (1930)
- The Storm (1930)
- The Devil to Pay! (1930)
- Born to Love (1931)
- The Squaw Man (1931)
- The Kennel Murder Case (1933)
- Tonight Is Ours (1933)

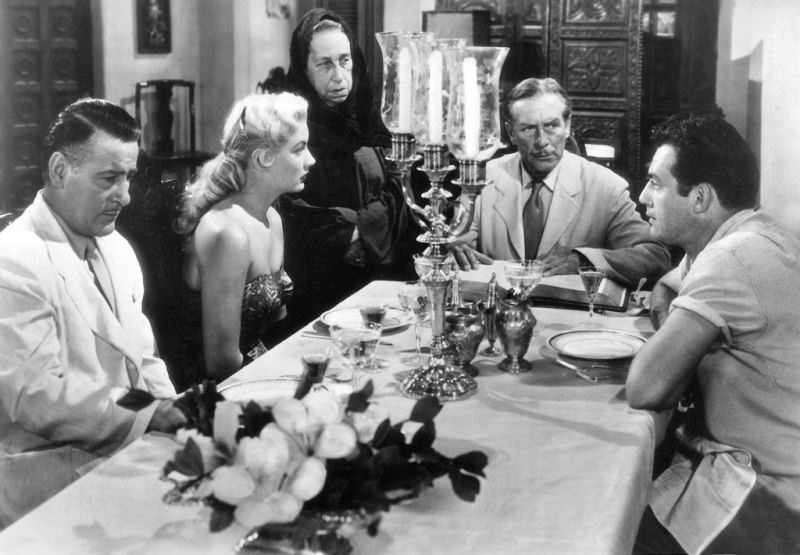
De la stânga la dreapta: Tom Conway, Barbara Payton, Gisele Werbisek, Paul Cavanagh și Raymond Burr în Bride of the Gorilla (1951)

- Tarzan and His Mate (1934) - Martin Arlington
- The Notorious Sophie Lang (1934)
- Crime Over London (1936)
- A Romance in Flanders (1937)
- Cafe Colette (1937)
- Reno (1939)
- Maisie Was a Lady (1941)
- Shadows on the Stairs (1941)
- Passage from Hong Kong (1941)
- Eagle Squadron (1942)
- The Gorilla Man (1943)
- Adventure in Iraq (1943)
- The Scarlet Claw (1944)
- Sherlock Holmes and the House of Fear (1945)
- The Man in Half Moon Street (1945) ca  Dr. Henry Latimer
- The Woman in Green (1945)
- Night in Paradise (1946)
- Humoresque (1946)
- The Black Arrow (1948)
- Madame Bovary (1949)
- Rogues of Sherwood Forest (1950)
- The Second Face (1950)
- The Strange Door (1951)
- Bride of the Gorilla (1951) -  Klaas Van Gelder
- The Son of Dr. Jekyll (1951) - Inspector Stoddard
- The Golden Hawk (1952)
- Plymouth Adventure (1952) - Guvernator John Carver
- The Mississippi Gambler (1953)
- House of Wax (Casa de ceară, 1953) - ca Sidney Wallace
- Port Sinister (1953) - John Kolvac
- Flame of Calcutta (1953)
- Jungle Jim (1955–1956, 9 episoade TV; comisar Morrison)
- The Man Who Turned to Stone (1956) - Cooper
- She Devil (1957) - ca Sugar Daddy
- The Four Skulls of Jonathan Drake (1959)

## Legături externe
- Paul Cavanagh la Internet Movie Database
- en Paul Cavanagh la Internet Broadway Database
- Paul Cavanagh la Find a Grave